# Aziatische kampioenschappen schaatsen afstanden
De Aziatische kampioenschappen schaatsen afstanden werden van 1993 tot en met 2015 de meeste winters gehouden op een schaatsbaan in Azië. Van 1999 tot en met 2014 bestond er ook een continentaal allroundtoernooi en in die jaren werden beide toernooien vaak geïntegreerd gehouden, waarbij de middellange en lange afstanden eenmaal werden verreden en meetelden zowel als afstandskampioenschap als voor het allroundkampioenschap. Dit was in de eerdere edities niet het geval.
In 1996, 1999 en 2003 werd het toernooi niet gehouden, wel waren er in die jaren Aziatische Winterspelen met hun respectievelijke (1996, 1999, 2003) schaatsonderdelen. In 2007 en 2011 waren er zowel Aziatische Winterspelen als Aziatische afstandskampioenschappen. Sinds 2015 is er geen allroundtoernooi meer en tellen de afstanden dus alleen maar op zichzelf. Sinds 2016 is er geen jaarlijks toernooi mee.
Schaatsers uit acht verschillende landen – China, India, Japan, Kazachstan, Mongolië, Noord-Korea, Singapore en Zuid-Korea – hebben meegedaan aan de Aziatische afstandskampioenschappen.

## Kampioenschappen
| Jaar                | Plaats      | Details                                              |
| ------------------- | ----------- | ---------------------------------------------------- |
| 4–5 december 1993   | Sapporo     | Aziatische kampioenschappen schaatsen afstanden 1994 |
| 11–12 februari 1995 | Ulaanbaatar | Aziatische kampioenschappen schaatsen afstanden 1995 |
| 23–24 november 1996 | Obihiro     | Aziatische kampioenschappen schaatsen afstanden 1997 |
| 6–7 december 1997   | Obihiro     | Aziatische kampioenschappen schaatsen afstanden 1998 |
| 14–15 januari 2000  | Ulaanbaatar | Aziatische kampioenschappen schaatsen 2000           |
| 2–3 december 2000   | Harbin      | Aziatische kampioenschappen schaatsen 2001           |
| 3–4 januari 2004    | Chuncheon   | Aziatische kampioenschappen schaatsen 2004           |
| 8–9 januari 2005    | Ikaho       | Aziatische kampioenschappen schaatsen 2005           |
| 6–7 januari 2007    | Changchun   | Aziatische kampioenschappen schaatsen 2007           |
| 29–30 december 2007 | Shenyang    | Aziatische kampioenschappen schaatsen 2008           |
| 4–5 januari 2009    | Tomakomai   | Aziatische kampioenschappen schaatsen 2009           |
| 9–10 januari 2010   | Obihiro     | Aziatische kampioenschappen schaatsen 2010           |
| 28–29 december 2010 | Harbin      | Aziatische kampioenschappen schaatsen 2011           |
| 7–8 januari 2012    | Astana      | Aziatische kampioenschappen schaatsen 2012           |
| 29–30 december 2012 | Changchun   | Aziatische kampioenschappen schaatsen 2013           |
| 11–12 januari 2014  | Tomakomai   | Aziatische kampioenschappen schaatsen 2014           |
| 10–11 januari 2015  | Changchun   | Aziatische kampioenschappen schaatsen afstanden 2015 |